# 강제동화
강제동화(Forced assimilation)는 문화 동화를 강제로 시키는 것을 말한다. 이라크에서 진행된 아랍화, 일제강점기에 내선일체라는 이름으로 진행된 민족말살정책, 오스트레일리아에서 진행된 어보리진 아동의 강제 입양, 나치 독일에서 진행된 폴란드인 아동의 강제 입양 등이 있다. 소수민족이나 피지배민족은 강제동화의 피해자가 되기 쉽다.

## 같이 보기
- 인종청소
- 강제개종
- 언어 전환